# Freizeitpädagogik
Die Freizeitpädagogik beschreibt die pädagogische Arbeit in und über die Freizeit. Sie befasst sich in erster Instanz mit Lernentwicklungen und Kompetenzerwerb durch Freizeitaktivitäten und gilt als Unterkategorie der Sozialpädagogik. Der deutsche Freizeitpädagoge Wolfgang Nahrstedt ist jedoch der Ansicht, dass sie verselbständigt und als eigene pädagogische Disziplin anerkannt werden sollte.
Es gibt noch keine einheitliche Theorie der Freizeitpädagogik. Ihre wichtigsten Theoretiker sind in Deutschland Franz Pöggeler, Wolfgang Nahrstedt, Hermann Giesecke und Horst Opaschowski sowie in Österreich Peter Zellmann und Reinhold Popp.

## Zum Verständnis von Freizeit
Der Begriff Freizeit ist schwer zu definieren, schon 1997 gab Roland Bässler an, dass es in der Literatur über 30 Definitionsversuche zu Freizeit gibt.
In erster Instanz muss zwischen dem negativen Freizeitbegriff und dem positiven Freizeitbegriff unterschieden werden. Der negative Freizeitbegriff sieht Freizeit nur in Abgrenzung zu Arbeit und geht auf Jürgen Habermas Kompensationsmodel zurück. Auch Prof. Peter Zellmann unterscheidet beim Lebenszeitbudet nur unter Beruf/Ausbildung (damit verbringt der Mensch 14 % seiner Zeit), Schlaf (33 %) und Freizeit (53 %).
Der positive Freizeitbegriff wurde von Horst W. Opaschowski geprägt, der Freizeit danach unterscheidet wie selbstbestimmt sie sind. Demnach gibt es die Determinationszeit (fremdbestimmt, z. B. Krankheit), die Obligationszeit (zweckgebunden, z. B.: Training im Sportverein) und die Dispositionszeit (selbstbestimmt). Auch Elias und Dunning unterscheiden zwischen der formalisierten Freizeit und entformalisiertes Freizeit.
Einflussgrößen auf der Freizeitverhalten
Auch wenn der Mensch vollkommen selbstbestimmt entscheiden kann, wie er seine Freizeit nutzen möchte, so gibt es dennoch Einflussfaktoren auf der Freizeitverhalten. Diese sind:
- Die gesellschaftliche Situation Hierbei spricht man von Normen, Benimmregeln, Traditionen oder auch Gesetzen, welche die Teilnahme an Freizeitaktivitäten erleichtern oder erschweren können. So war es Frauen in Saudi-Arabien beispielsweise erst 2018 erlaubt, mit dem Auto zu fahren.
- Die persönliche Situation Hierbei spricht man von Alter, Einkommen, Geschlecht oder Interessen. So kann der Mensch zum Beispiel ab einem gewissen Alter wahrscheinlich nicht mehr allen Freizeitaktivitäten problemlos nachgehen.
- Die Wohnsituation Wohnt jemand nahe an einem Kino, besucht er dieses vielleicht häufiger während jemand, der neben einem Wald wohnt diesen vielleicht häufiger aufsucht.
- Die Arbeits- und Freizeitsituation Arbeitet jemand Teilzeit oder Vollzeit? Hat man Wochenenddienste? Wie fordernd ist der Beruf geistig oder körperlich?

Zielfunktionen der Freizeit
Nach Horst W. Opaschowski gibt es acht Freizeitbedürfnisse, die er zumeist als Zielfunktionen der Freizeit beschrieb.
- Rekreation: Bedürfnis nach Erholung, Gesundheit, Wohlbefinden
- Kompensation: Bedürfnis nach Ausgleich, Vergnügen
- Edukation: Bedürfnis nach Lernanregungen, Weiterlernen und Kennenlernen
- Kontemplation: Bedürfnis nach Ruhe, Muße, Selbstbesinnung
- Kommunikation: Bedürfnis nach Mitteilung, Kontakt, Geselligkeit
- Integration: Bedürfnis nach Zusammensein, Gemeinschaftsbezug, Gruppenbildung
- Partizipation: Bedürfnis nach Beteiligung, Engagement, sozialer Selbstdarstellung
- Enkulturation: Bedürfnis nach kreativer Entfaltung, produktiver Betätigung, Teilnahme am kulturellen Leben

## Historische Entwicklung
Die ersten überlieferten Gedanken zu Freizeit können Aristoteles zugeschrieben werden, der schon in der Nikomachischen Ethik den Begriff Muße verwendete und als Zeit beschrieb, in der nicht gearbeitet werden muss. Im antiken Griechenland fand überdies die erste klare Trennung zwischen Arbeit und Freizeit statt, als Sklaven für Spiele und Feste von ihren Tätigkeiten entbunden wurden. Der Begriff Freizeit geht auf das mittelalterliche Wort >frey zeyt< zurück. Dieses Wort beschrieb um 1350 eine Zeit, in der Marktreisenden sicheres, freies Geleit versprochen wurde.
Es zeigt sich, dass der Begriff in einem starken Wechselspiel zu beruflichen Tätigkeiten steht und eine Verbindung zu Sicherheit und Freiheit aufweist.
Im 20. Jahrhundert stieg in der Gesellschaft das Bedürfnis nach mehr Freizeit und insbesondere Arbeitnehmervertretungen gewannen an Kraft. Peter Zellmann fasste die wichtigsten Errungenschaften zusammen: die Arbeitszeit in Europa wurde halbiert, der gesetzliche Urlaubsanspruch etabliert und die Lebenserwartung der Menschen stieg aufgrund medizinischer Errungenschaften.
Die Freizeitpädagogik hat ihre Wurzeln in der Zeit nach dem Ersten Weltkrieg. Erste Erwähnung findet der Begriff bei Fritz Klatt in programmatischen Schriften (1927) und in seinem Buch Freizeitgestaltung (1929), das auf dem Erfahrungshintergrund von Freizeitmaßnahmen mit jungen, berufstätigen Erwachsenen entstand. Zu der Zeit entstanden auch Ansätze einer „außerschulischen Jugendarbeit“, die sich in der Zeit nach dem Zweiten Weltkrieg immer mehr von der reinen „Verbandsarbeit“ in Jugendverbänden, -vereinen und -gruppen weg zur „offenen Jugendarbeit“ entwickelte. Durch die Geldgeber, vorwiegend öffentliche Stellen und Behörden, wurde oft auch ein sozialpädagogischer Auftrag erteilt. Pädagogische Anliegen mit reiner Freizeitbetreuung zu verbinden wurde die Aufgabe der Leiter und Betreuer der Kinder- und Jugendfreizeiteinrichtungen.
In den 1990er Jahren erlebte die Freizeitpädagogik eine massive Ausweitung ihres Einsatzgebietes auf die Tourismusbranche. Outdoor-Sportarten erforderten das Vermitteln von Kenntnissen durch spielerische und erlebnisorientierte Methoden, gemeinschaftliche Erfahrungen sollten besprochen und aufgearbeitet werden. Gleichzeitig gewannen freizeitpädagogische Ansätze immer mehr Bedeutung in weiteren Bereichen der Sozialpädagogik durch verstärkte Einbeziehung von Erwachsenen in Lern- und Bildungsprogramme.
Der Wandel im Verständnis von Freizeit seit Beginn des 20. Jahrhunderts zwingt auch die Freizeitpädagogik zu Neudefinition und Neuorientierung. So hat die im März 1978 innerhalb der Deutschen Gesellschaft für Erziehungswissenschaft gegründete Kommission „Freizeitpädagogik“ im März 1998 eine Umbenennung der Sektion „Freizeitpädagogik“ in „Pädagogische Freizeitforschung“ beschlossen. Damit einher geht eine zunehmende Akademisierung des gesamten Begriffsfeldes. Nach Opaschowski behauptet die Pädagogische Freizeitforschung auch weiterhin einen Anspruch auf eine disziplinäre Selbständigkeit.

## Zielgruppe, Methodik und Didaktik
Die Zielgruppe der Freizeitpädagogik ist ausgesprochen heterogen in Bezug auf Alter, Interessen, Rollen, u. ä. Prof. Peter Zellmann proklamiert vier Bereiche der Freizeitpädagogik:
- Freizeitpädagogik / Freizeitwissenschaft
- Freizeitsport
- Tourismus / Fremdenverkehrswirtschaft
- Kulturpädagogik / Kulturwissenschaft

Sie erstreckt sich von schulpflichtigen Kindern bis hin zu Menschen, die das Arbeitsleben hinter sich gelassen haben. Die einzige wirkliche Gemeinsamkeit der Zielgruppe ist, dass sie Freizeit als einen selbstbestimmten/selbst zu bestimmenden Lebensbereich in Abgrenzung von Ausbildungs- und Arbeitswelt erfährt. Kinder im Vorschulalter sind die einzige auszunehmende Bevölkerungsgruppe.
Dementsprechend ist das methodische Rüstzeug der Freizeitpädagogik sehr vielschichtig. Sie macht dabei auch Anleihen bei den Methoden der Erlebnispädagogik, der Spielpädagogik oder auch der Medienpädagogik.
Ein schärferes Profil gewinnt die Freizeitpädagogik durch ihre Didaktik. Hier steht Freizeit in ihrer Bedeutung für den ganzen Menschen im Vordergrund. Eine Pädagogik, die dem klassischen Anspruch des sich selbst überflüssig Machens gerecht werden soll, darf sich natürlich nicht in rudimentären Methodengerüsten erschöpfen, wie sie in der Tourismus-Branche verkürzt durch Einsatz von „Animateuren“ vornehmlich als Kundenbindungsmechanismen benutzt werden. Als wissenschaftlich umgreifende Konzeptionen einer pädagogischen Freizeitforschung mit zugleich sozial-inklusiver Intention können die Arbeiten von Reinhard Markowetz und Udo Wilken gelten.
Die Balance zwischen den Bedürfnissen der Unterhaltung und Erholung vom Arbeitsalltag einerseits und dem Erwerb menschlich und (zunehmend) beruflich förderlicher Kompetenzen steht im Mittelpunkt der aktuellen didaktischen Diskussion. Zunehmend rückt auch die Realität einer langfristigen Beschäftigungslosigkeit und somit das Fehlen des notwendigen Gegenpols zur Freizeit in das Blickfeld. Auch wenn man heute wieder weit von den emanzipatorischen Ansprüchen der 1960er und 1970er Jahre abgerückt ist, bleibt die notwendige Selbstdefinition des Einzelnen über seine Freizeit und deren Inhalte handlungsweisender Kerngedanke der Freizeitpädagogik und ihres Selbstverständnisses als Pädagogik, das darin besteht, die Menschen zu befähigen, freizeitfähig zu werden (vgl. Wilken/Popp).

## Aus- und Weiterbildung
Wesentliche Impulse für die Aus- und Weiterbildung von Freizeitbetreuern zu Freizeitpädagogen gingen von der „Akademie Remscheid für musische Bildung und Medienerziehung“ aus, speziell auf den Gebieten Kulturpädagogik, Spiel- und Medienpädagogik.

### Österreich
1974 wurde in Wien die Wiener JugendleiterInnenschule (jls) – aus der das „Institut für Freizeitpädagogik“ (ifp) entstanden ist – über Finanzierung des Landesjugendreferates auf Initiative der verbandlichen Jugendorganisationen eingerichtet. Seine Aufgabe umfasst die Grund-, Fort- und Weiterbildung (z. B. Grundkurs für Jugendarbeit, Aufbaulehrgang Jugendarbeit, Lehrgang für Onlineberatung, Lehrgang für Suchtprävention in der Jugendarbeit, offenes Seminarprogramm, Weiterbildung der Nachmittagsbetreuer etc.) der Wiener Jugendarbeiter (z. B. Mitarbeiter der offenen, verbandlichen und mobilen Jugendarbeit). Außerdem betreibt das ifp eine Fachbibliothek mit dem Schwerpunkt Freizeitpädagogik. Beim Grundkurs für Jugendarbeit sowie beim Aufbaulehrgang Jugendarbeit kooperiert das ifp mit dem FH-Campus Wien.
Im Jahr 2011 wurde im österreichischen Nationalrat die Vereinbarung zum Ausbau der schulischen Tagesbetreuung getroffen. Damit einhergehend etablierten sich auch neue Ausbildungsstrukturen, insbesondere der Hochschullehrgang für Freizeitpädagogik muss hier erwähnt werden. Dieser wird von fast allen Pädagogischen Hochschulen in Österreich angeboten, wenn auch in unterschiedlicher Dauer und Regelmäßigkeit.
Die Pädagogische Hochschule Wien bietet den Lehrgang berufsbegleitend in zwei Semestern an. Aus dem Curriculum ersichtlich sind folgende Module: Hospitation und Praxis, Pädagogische Grundlagen, Rechtliche Grundlagen, Persönlichkeitsentwicklung und Kommunikation, Diversität, Freizeitpädagogische Grundlagen, Sport, Kunst und Kreativität, Musik. Der Hochschullehrgang schließt mit der Bezeichnung „akademische:r Freizeitpädagoge:in“ ab.
Die Fort- und Weiterbildung der Absolventen wird anschließend, in den meisten Fällen, von den anstellenden Organisationen ausgerichtet.